# فيكرز فيسبا
فيكرز فيسبا  (بالإنجليزية: Vickers Vespa)‏ هي طائرة ذات سطحين أنتجت في بريطانيا. من صناعة فيكرز المحدودة. كانت تستخدم بشكل أساسي من قبل بوليفيا. كان أول طيران لها في 1925. دخلت الخدمة في 1928، انتهت خدمتها في 1940. صنع منها 15 طائرة.